# Jim Richardson
James Anthony „Jim“ Richardson (* 16. Februar 1941 in Tottenham, London) ist ein britischer Jazz- und Fusionmusiker (Kontrabass, Bassgitarre).

## Leben und Wirken
Richardson begann 1958, auf dem Bass zu spielen. Von 1961 bis 1963 gehörte er zum Quintett des Pianisten Adrian Paton, zu der nacheinander die Saxophonisten Don Rendell, Dick Heckstall-Smith, Alan Skidmore, Art Themen und Eric Robinson gehörten. Nach Stationen bei Nat Temple und Alex Coomb arbeitete er als Schiffsmusiker auf der Empress of Britain. Ende der 1960er Jahre arbeitete er in London bei John Dankworth und Cleo Laine. Von 1970 bis 1972 gehörte er zu der Jazzrock-Band If, mit der er die ersten vier Alben einspielte und tourte. In dieser Zeit nahm er aber auch mit dem Sextett von Keith Tippett auf und begleitete Mal Waldron. In der Folgezeit gehörte er zum Quartett von Vic Ash. Mitte der 1970er Jahre gehörte er zu Pip Pyles The Weightwatchers mit Elton Dean und Keith Tippett; auch begann seine Zusammenarbeit mit Georgie Fame (In Hoagland). Weiterhin begleitete er Dexter Gordon und Chet Baker/Rachel Gould (All Blues) sowie weitere durchreisende Solisten, insbesondere Barney Kessel. Zu seinem Quartett gehörte Bobby Wellins. Seit Mitte der 1980er Jahre leitete er die Gruppe Pogo Revisited, zu der Alan Barnes gehörte, spielte aber auch im Quartett von Dick Morrisey und Jim Mullen. 2009 und 2010 veröffentlichte Richardson unter eigenem Namen die Alben Chapter One und 2 Plus 2. Er ist auch an Aufnahmen von Joe Marcinkiewicz, Ernestine Anderson, Tommy Whittle und Helen Shapiro beteiligt.

## Lexikalische Einträge
- The New Grove Dictionary of Jazz (2000) p. 645
- John Chilton Who's Who of British Jazz London 2004